# Comprensorio sciistico

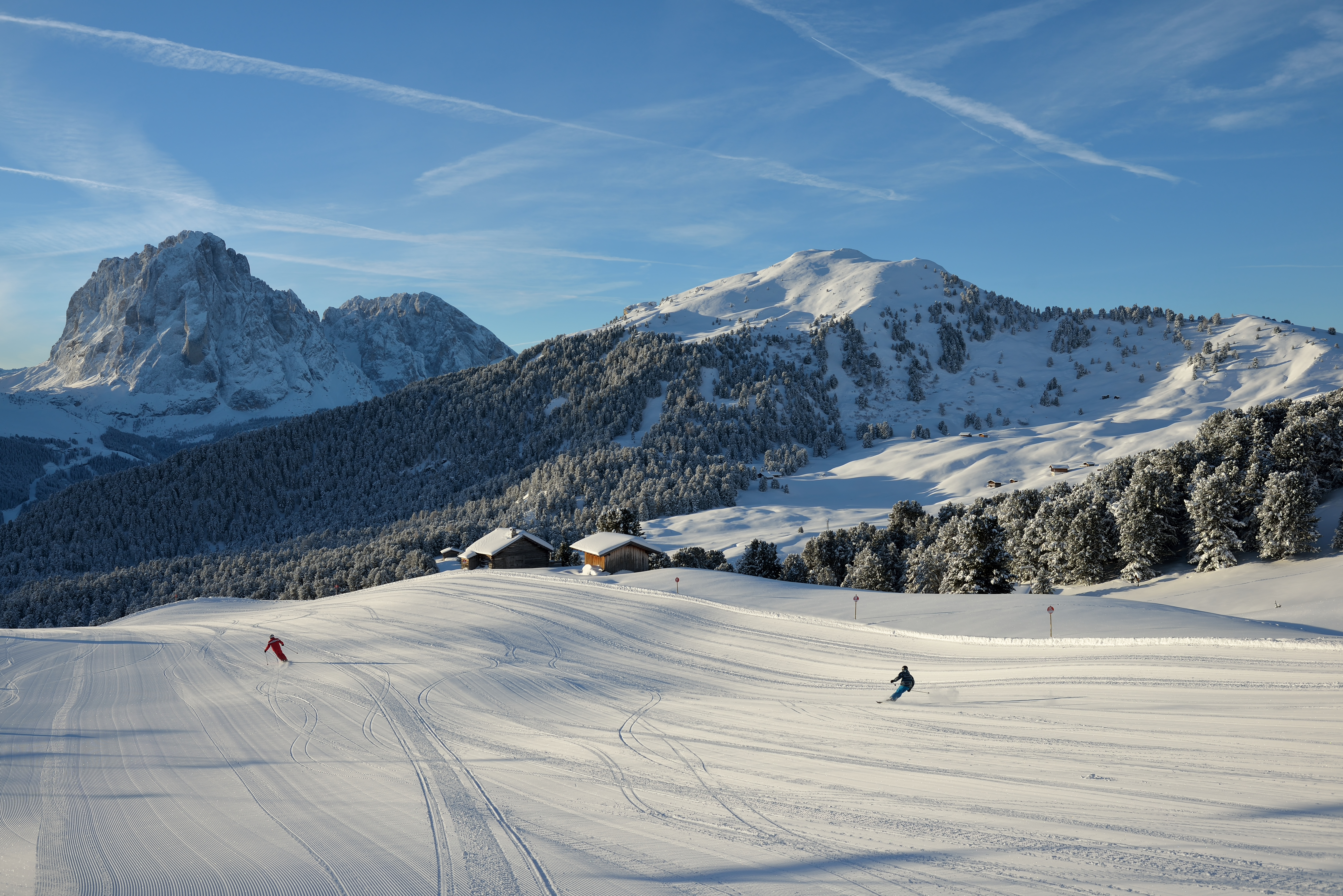
Dolomiti Superski (Val Gardena)

Un comprensorio sciistico è una grande area montana dove è possibile esercitare le varie pratiche sportive legate allo sci, generalmente raggruppando due o più stazioni sciistiche e relative piste da sci attraverso collegamenti realizzati con funivie ed altri collegamenti a fune.

## Descrizione

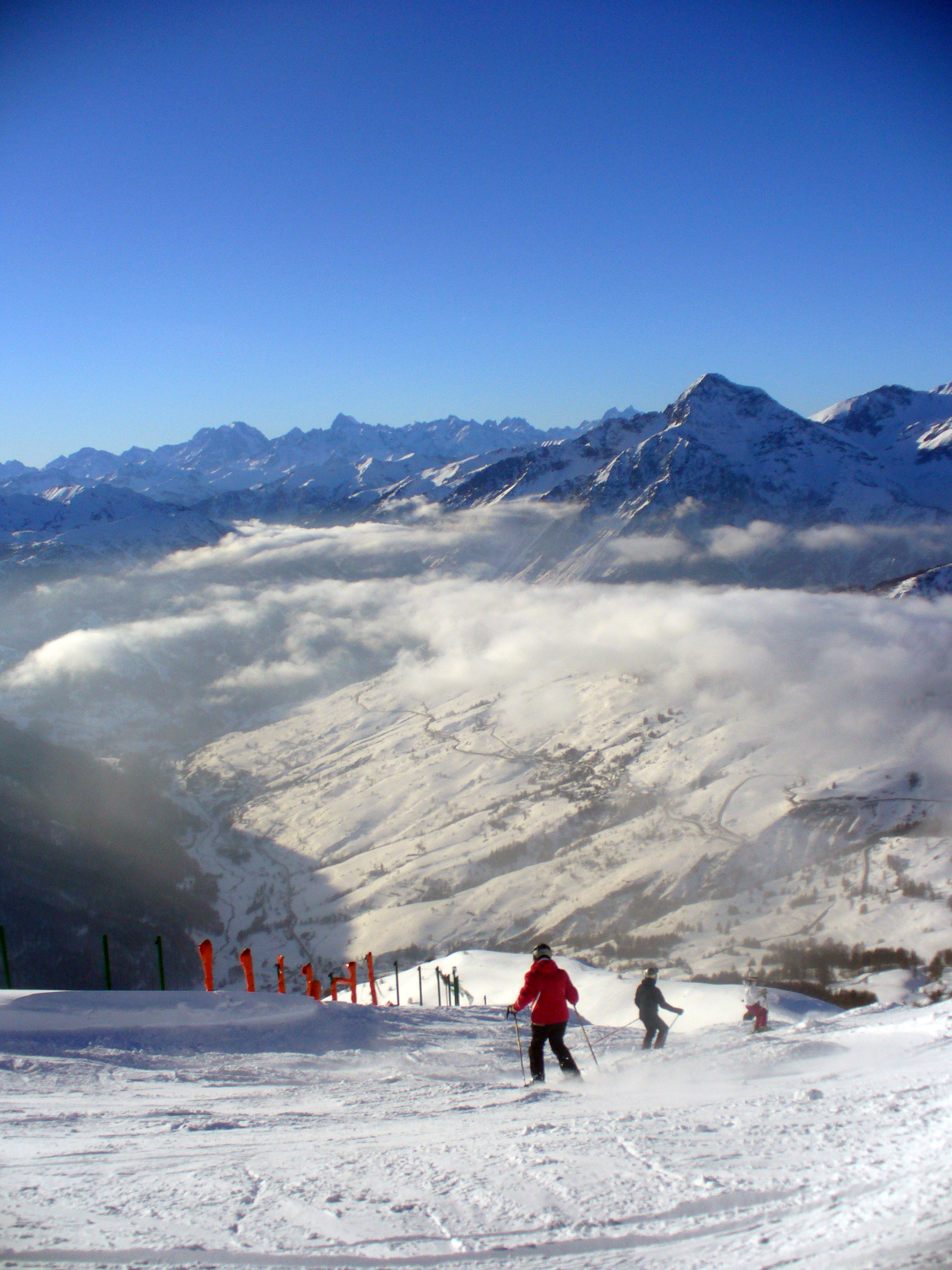
Via Lattea (Monte Motta)

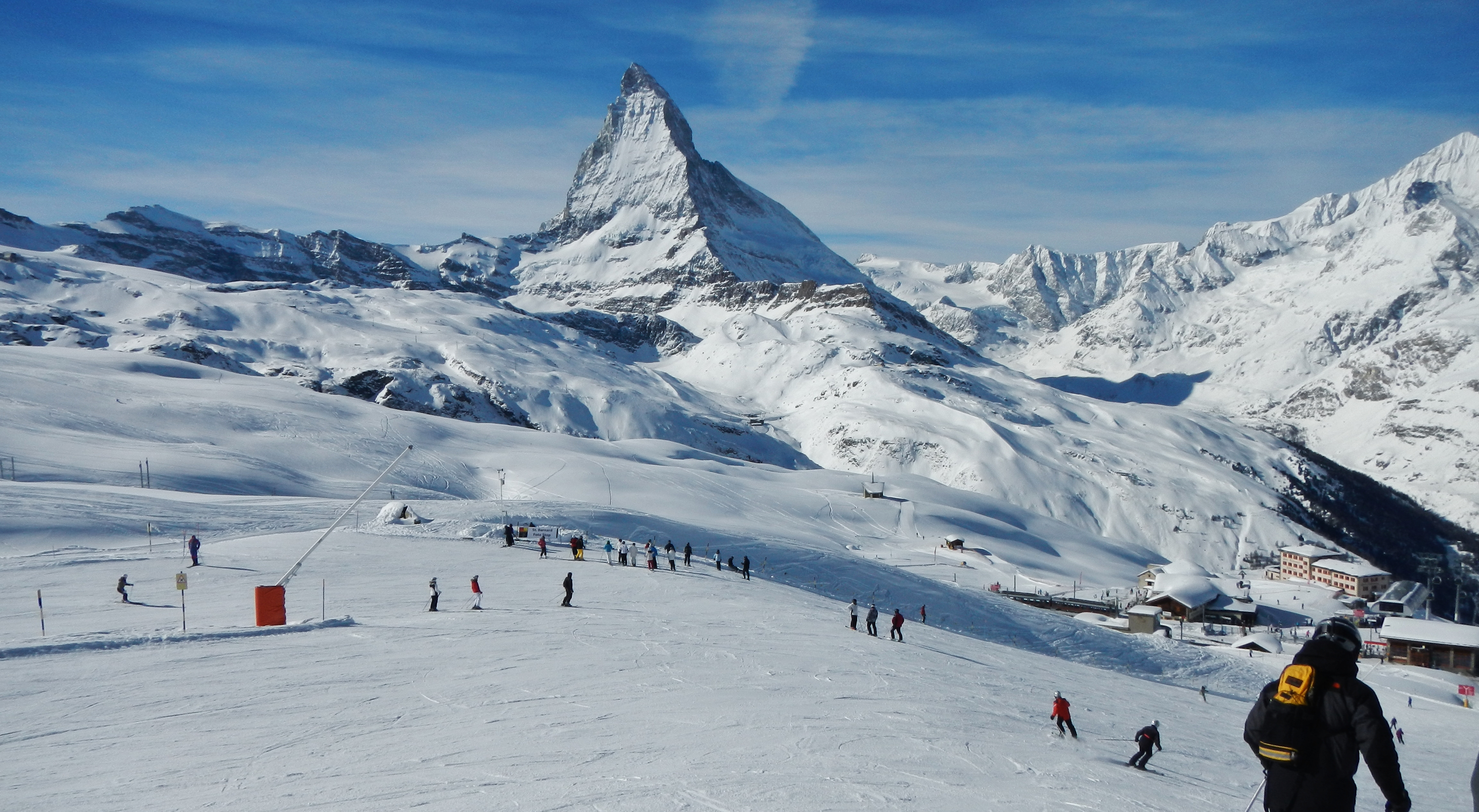
Matterhorn Ski Paradise (Zermatt)

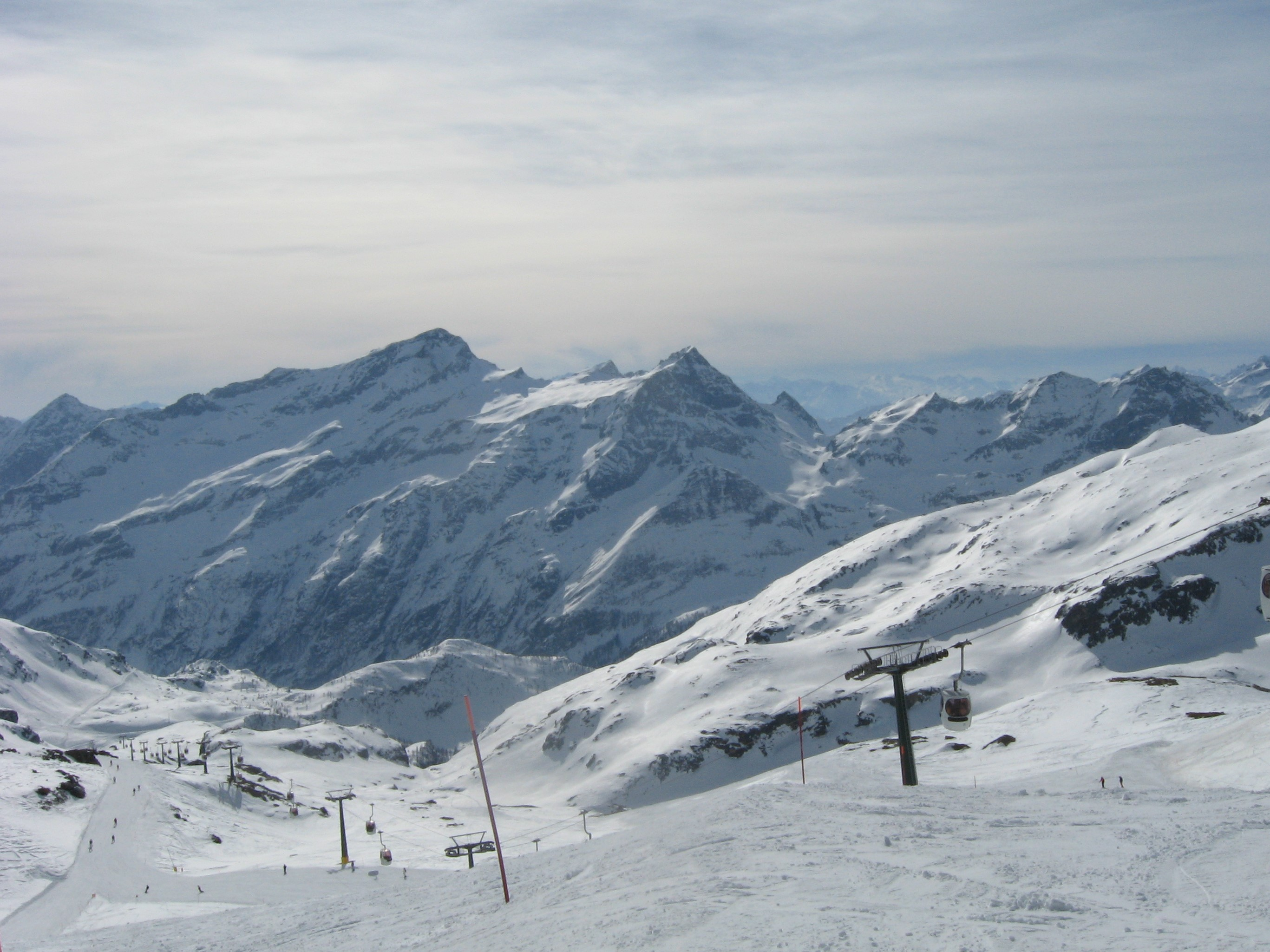
Monterosa Ski (Passo dei Salati)

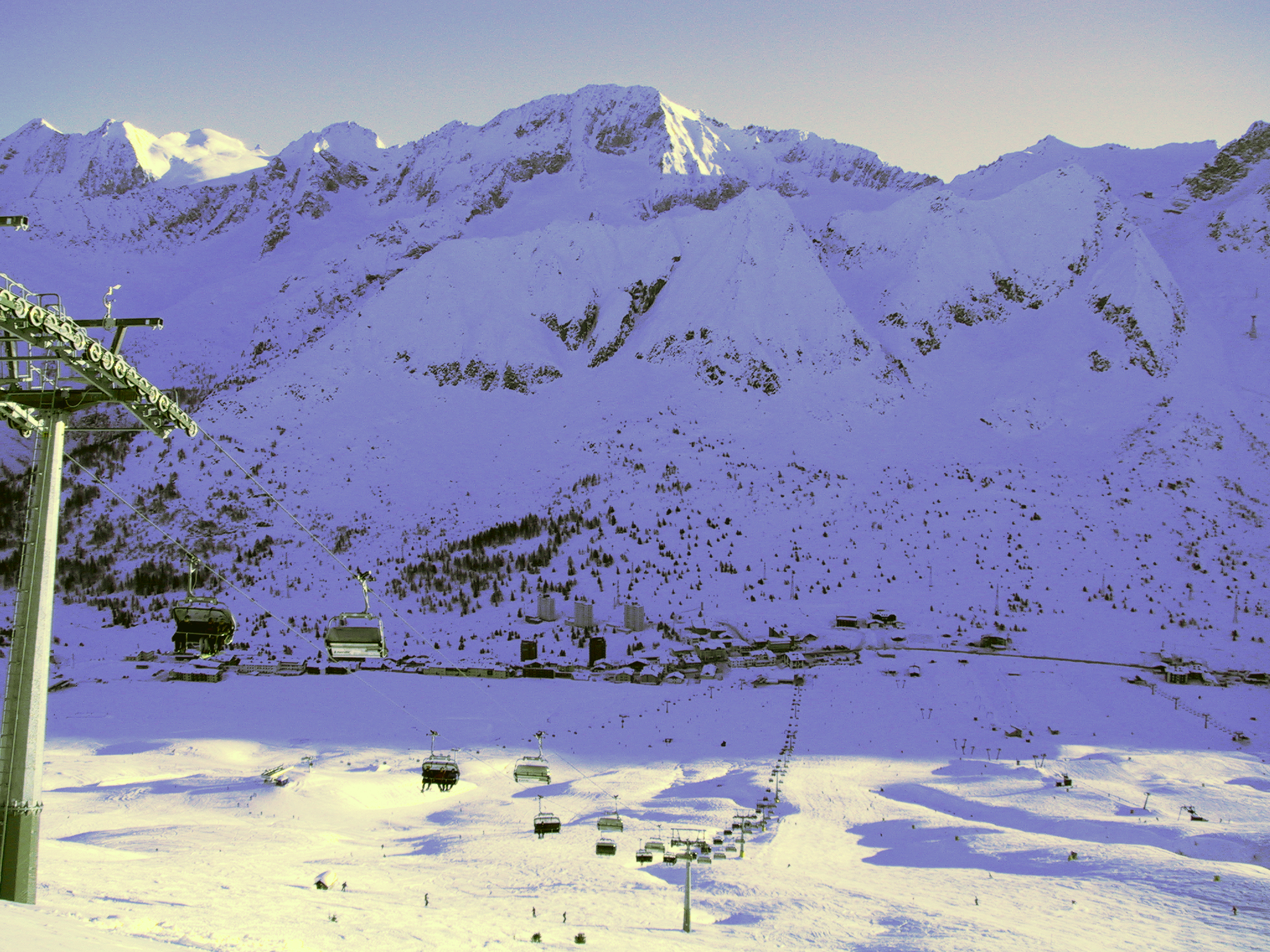
Passo del Tonale (Adamello Ski)

A volte non tutte le stazioni del comprensorio sono collegate tra loro; altre volte, erroneamente, il termine designa una singola stazione sciistica con i suoi impianti di risalita. 
Spesso le stazioni sciistiche che formano i comprensori si accordano tra loro per offrire ai propri clienti servizi comuni quali skipass validi su tutta l'area, piani di comunicazione che danno informazioni sulla zona, carte fedeltà che offrono sconti su alberghi, ristoranti o altre opportunità per il tempo libero. 
Anche la gestione delle piste e della loro sicurezza può venire effettuata in maniera unitaria, ad esempio tramite centrali operative comuni.

### In Italia
Alcuni tra i più importanti comprensori sciistici in Italia:
- Dolomiti Superski
- Via Lattea
- Adamello Ski
- Monterosa Ski
- Matterhorn Ski Paradise
- Skirama Dolomiti
- Comprensorio sciistico Presolana-Monte Pora
- Mottolino-Carosello 3000
- Neveazzurra
- Ortler SkiArena
- Mondolè Ski
- Riserva Bianca
- Abetone
- Comprensorio del Cimone
- Tre Nevi
- Passolanciano-Maielletta
- Comprensorio sciistico dell'Alto Sangro
- Comprensorio sciistico Bruncu Spina

### Nel mondo
- Copper Mountain (USA)
- Vail-Beaver Creek (USA)
- Heavenly Valley (USA)
- Portes du Soleil (FRA)
- Espace Killy (FRA)
- Grands Montets (FRA)
- Espace San Bernardo (FRA-ITA)
- Les Trois Vallées (FRA)
- Naeba (JPN)